# 5 guldenów gdańskich 1932 Kościół Marii Panny
5 guldenów gdańskich 1932 Kościół Marii Panny – moneta pięcioguldenowa, wprowadzona do obiegu 12 lipca 1932 r. rozporządzeniem Senatu Wolnego Miasta Gdańska z 18 grudnia 1931 r. Była w obiegu do 1 sierpnia 1935 r.

## Awers
Na tej stronie umieszczono na tarczy herb Gdańska, podtrzymywany z obydwu stron przez lwy, nad herbem rok 1932.

## Rewers
W centralnej części umieszczono gdański kościół mariacki, dookoła otokowo napis „Freie Stadt Danzig + 5 Gulden+” (pol.: Wolne Miasto Gdańsk 5 Guldenów).

## Rant
Na rancie umieszczono wklęsły napis: „NEC + TEMERE + NEC + TIMIDE+”, tzn. ani lekkomyślnie, ani bojaźliwie.

## Nakład
Monetę bito w mennicy w Berlinie, w srebrze próby 500, na krążku o średnicy 30 mm, masie 15 gramów, w nakładzie 430 000 sztuk. Autorem projektu był E.Volmar.

## Opis
Moneta została zastąpiona w obiegu przez niklową pięcioguldenówkę z 1935 r.

Ze względu na niewielką liczbę zachowanych oryginalnych egzemplarzy, jak również na duży popyt wśród kolekcjonerów niemieckich i polskich, moneta jest bardzo często fałszowana.